# Dinosaures au Paléocène
Les dinosaures au Paléocène seraient des familles ou genres de dinosaures qui auraient survécu à l’extinction Crétacé-Tertiaire (aussi appelée « limite K-T »), il y a 66 millions d'années environ. Bien que presque tous les témoignages fossiles indiquent que les dinosaures ont tous disparu à la limite K-T, quelques fossiles font polémique, bien que pour l'instant, aucun squelette complet (c'est-à-dire plus que quelques os) n'ait été découvert.

## Argumentation
Plusieurs chercheurs[Lesquels ?] ont affirmé que certains dinosaures[Lesquels ?] ont vécu durant le Paléocène et de ce fait que l'extinction des dinosaures a été progressive. Leurs arguments sont basés sur la découverte de fossiles de dinosaures dans la formation de Hell Creek 1,3 m au-dessus (40 000 après) la limite K-T. Des découvertes similaires ont eu lieu sur d'autres sites, dont des sites en Chine.
En 2001, des échantillons de pollen découverts près d'un fémur d'hadrosaure dans la formation d'Ojo Alamo (en) (rivière San Juan) indiqueraient (l'annonce n'a pas été publiée dans une revue scientifique) que l'animal aurait vécu durant le Paléogène. Une datation directe de l'os donne un âge de 64,8 ± 0,9 millions d'années, l'intervalle d'incertitude ne permet donc pas de trancher.

## Remaniement des sédiments
Des scientifiques considèrent que les quelques fossiles de dinosaures découverts au-dessus de la limite K-T sont là du fait du remaniement des sédiments, c'est-à-dire que l'érosion les a ramenés à la surface puis ils ont été recouverts par un dépôt de sédiments plus récents,,.